# Treća lička proleterska udarna brigada NOVJ-a
Treća lička proleterska narodno-oslobodilačka brigada formirana je sredinom rujna 1942. godine u Mogoriću, kao Deveta brigada Hrvatske, od bataljuna „Velebit”, „Bićo Kesić”, „Mirko Štulić” i „Krbava”, sa oko 900 boraca.
Od foriranja Šeste ličke divizije pa do kraja rata, Treća lička brigada borila se u sastavu ove formacije.
Treća lička brigada naročito se proslavila tijekom Desanta na Drvar, kada je 25. svibnja 1944. iz Trubara intervenirala u napadnutom Drvaru i omogućila Vrhovnom štabu NOVJ, stranim vojnim misijama i ostalim institucijama da se sigurno izvuku iz Drvara. Tom prilikom brigada je u 15-satnoj borbi gotovo uništila njemačku elitnu 500. SS lovačku padobransku satniju.
Povodom tridesetogodišnjice desanta na Drvar 30. svibnja 1974. godine, odlikovana je Ordenom narodnog heroja.

## Narodni heroji
- Milan Kuprešanin, prvi zapovjednik brigade
- Nikola Sovilj, zamjenik zapovjednika bataljuna